# Утегалієв Кулжан
Кулжан Утегалієв (січень 1904, аул № 4 Гур'євського повіту Уральської області, тепер Республіка Казахстан — 1969, місто Алма-Ата, тепер Алмати, Республіка Казахстан) — радянський партійний діяч, 1-й секретар Організаційного бюро ЦК КП(б) Казахстану по Гур'євській області. Депутат Верховної Ради СРСР 1-го скликання. 

## Біографія
Народився в родині рибака. У 1917 році закінчив однокласне училище в селищі Соколиний Гур'євського повіту Уральської області, у 1918 році — один курс двохкласного російсько-киргизького училища в місті Гур'єві.
З липня 1918 по грудень 1920 року працював пастухом за наймом у заможних селян аулу № 4 Гур'євського повіту.
У січні 1921 — серпні 1923 року — секретар аульної ради аулу № 4 Гур'євського повіту.
У вересні 1923 — травні 1925 року — студент педагогічного технікуму в місті Уральську, закінчив два курси.
У червні 1925 — травні 1926 року — голова Бюро юних піонерів Букеєвського повітового комітету комсомолу (ВЛКСМ) Уральської губернії Казакської АРСР. У червні 1926 — серпні 1927 року — голова Бюро юних піонерів Уральського губернського комітету ВЛКСМ Казакської АРСР.
Член ВКП(б) з квітні 1927 року.
У вересні 1927 — грудні 1928 року — секретар районного комітету ВЛКСМ на нафтових промислах Доссор Гур'євського округу Казакської АРСР.
У січні 1929 — січні 1930 року — секретар Гур'євського окружного комітету ВЛКСМ Казакської АРСР.
У лютому — серпні 1930 року — секретар Акмолінського окружного комітету ВЛКСМ Казакської АРСР.
У серпні 1930 — жовтні 1932 року — секретар Еркеншилікського районного комітету ВКП(б) Акмолінського округу Казакської АРСР.
У жовтні 1932 — січні 1934 року — секретар Тонкерейського районного комітету ВКП(б) Карагандинської області Казакської АРСР.
У січні 1934 — березні 1936 року — начальник політичного відділу Тайпакського м'ясо-молочного радгоспу Західно-Казахстанської області.
У квітні 1936 — квітні 1937 року — заступник завідувача сільськогосподарського відділу Західно-Казахстанського обласного комітету КП(б) Казахстану.
У квітні — серпні 1937 року — 1-й секретар Бурлінського районного комітету КП(б) Казахстану Західно-Казахстанської області.
У вересні 1937 — лютому 1938 року — 1-й секретар Гур'євського окружного комітету КП(б) Казахстану. У лютому — травні 1938 року — 1-й секретар Організаційного бюро ЦК КП(б) Казахстану по Гур'євській області. 
З травня 1938 по квітень 1939 року перебував у розпорядженні ЦК КП(б) Казахстану в місті Алма-Аті.
У червні 1939 — квітні 1944 року — директор Пушкінської машинно-тракторної станції селища Костряковка Пєшковського району Кустанайської області.
У квітні — грудні 1944 року — начальник Кустанайського обласного земельного управління Казахської РСР.
У грудні 1944 — липні 1951 року — заступник голови виконавчого комітету Кустанайської обласної Ради депутатів трудящих.
У липні 1951 — листопаді 1953 року — голова виконавчого комітету Кустанайської обласної Ради депутатів трудящих.
У грудні 1953 — лютому 1954 року — слухач Курсів перепідготовки перших секретарів обкомів КПРС при ЦК КПРС у Москві.
З квітня 1954 року — уповноважений ЦК КПРС по організації нових зернових радгоспів по Октябрській зоні № 1 Північно-Казахстанської області і в Акмолинській області Казахської РСР.
З лютого 1956 року — в розпорядженні ЦК КП Казахстану.
У 1956—1957 роках — заступник міністра промисловості продовольчих товарів Казахської РСР.
У 1957—1958 роках — заступник голови виконавчого комітету Алма-Атинської обласної Ради депутатів трудящих.
У 1958—1961 роках — секретар виконавчого комітету Алма-Атинської обласної Ради депутатів трудящих.
У 1961—1964 роках — завідувач Алма-Атинського обласного відділу комунального господарства.
З 1964 року — персональний пенсіонер в Алма-Аті.
Помер у лютому 1969 року в Алма-Аті.

## Нагороди
- орден Трудового Червоного Прапора
- орден Вітчизняної війни ІІ ст.
- медалі